# Gabriel Malès
Gabriel Malès est un homme politique français né à Brive (Corrèze) le 23 décembre 1755, et mort le 15 avril 1837 au Chauzanel dans la ville de Chasteaux (19) (source:son dossier de légion d'honneur)

## Biographie
Avocat et substitut du procureur du roi de Brive. Il est élu député du tiers état aux États généraux de 1789 par la sénéchaussée de Brive le 21 mars 1789; après avoir voté les réformes réclamées par son ordre, il se retire de la vie politique. Le 23 vendémiaire an IV (14 octobre 1795, il est élu au Conseil des Anciens. Il soutient le Coup d'État du 18 fructidor an V (4 septembre 1797), et devient président du Conseil des Anciens en 1798. Il est élu au Conseil des Cinq-Cents le 23 germinal an VII (12 avril 1799). Dans un rapport, il constate le déficit de l'État et propose des mesures fiscales notamment en créant un impôt sur le sel; ce dernier impôt sera adopté.

Il soutient le coup d'État du 18 brumaire et devient membre du Tribunat à sa création le 4 nivôse an VIII (24 décembre 1799). Il est président du Tribunat durant l'An X. À la suppression du Tribunat en 1807, il devient conseiller-maître à la Cour des comptes.

S'il approuve la déchéance de Napoléon Ier en 1814, il vote en sa faveur en mars 1815. Sous la Restauration, il reste conseiller-maître à la Cour des Comptes jusqu'en 1836.

## Source
- « Gabriel Malès », dans Adolphe Robert et Gaston Cougny, Dictionnaire des parlementaires français, Edgar Bourloton, 1889-1891 [détail de l’édition]